# Gloriao
El Gloriao,Gloriado o Cordial es una bebida caliente presente en Chile desde la época de la Colonia elaborada de forma tradicional con azúcar quemada, agua hervida y aguardiente.

## Receta
En la actualidad también se le añade un poco de café y es consumido como una bebida tradicional presente en los velorios campesinos.

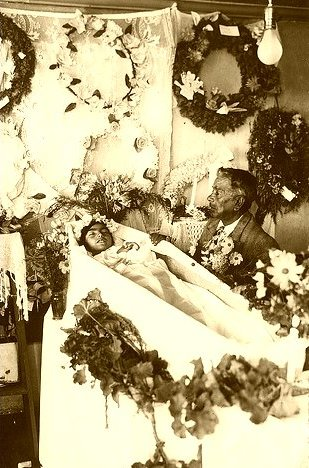
Velorio en Marchigüe, Chile, Circa 1890

la receta del Gloriao consta de lo siguiente:
- 2 Litros de Agua
- 120 Ml de aguardiente
- 8 Cucharadas de Azúcar
- 4 Cucharadas de café

Se hierve el agua a fuego alto en una tetera grande, luego se retira la tapa y se agrega con cuidado el café, el azúcar, el aguardiente y se revuelve todo con una cuchara para mezclar y disolver la totalidad de los ingredientes. Tapar y servir inmediatamente, bien caliente repartiendo desde la misma tetera con una bombilla de Mate.
Oreste Plath entregaba dos recetas, al referirse al trago en su Geografía gastronómica de Chile:

"Bebida alcohólica servida en velorios. Se prepara con agua hervida, clavo de olor, canela y azúcar quemada, cáscara de limón o de naranja; sobre este cocimiento se echa el aguardiente. Para rebajar el grado de alcohol y que quede más suave, mientras el cocimiento está hirviendo,  encienden un fósforo. Otra forma de prepararlo es con infusión de palos de guindos a la cual se agregan las especias, se cuela y sirve caliente en tazas al amanecer"
Oreste Plath

## Historia
De acuerdo a los testimonios más antiguos que se registran, el gloriao era una bebida caliente consumida durante el velorio del angelito, una ceremonia que consistía en velar a aquellos niños que fallecían antes de cumplir tres años y donde se celebraba su ingreso a la gloria de dios, se trata de una costumbres folclóricas más arraigadas.

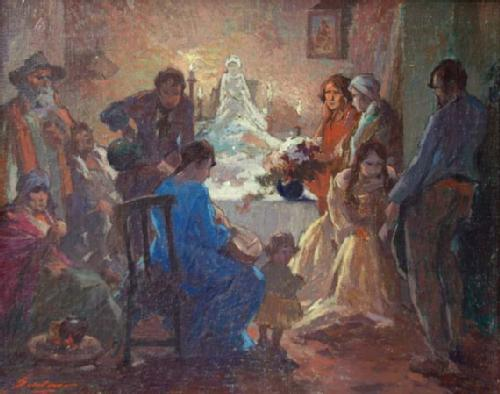
Óleo sobre tela, El velorio del angelito, Arturo Gordon

Más tarde el consumo de gloriao se fue extendiendo a las ceremonias funerarias con la que los campesinos despedían a todos su muertos, independiente de la edad, también empezó a consumirse en onomásticos, fiestas patronales y la noche de San Juan.
El nombre gloriao comenzó a relacionarse al uso de la oración cristiana con la que se desea descanso eterno de los muertos.
"Gloria al Padre
y al hijo
y al Espíritu Santo.
Como era en el principio
ahora y siempre,
por los siglos de los siglos
Amén"